# Промінь (Баштанський район)
Про́мінь — село в Україні, у Горохівській сільській громаді Баштанського району Миколаївської області. Населення становить 555 осіб.

## Історія
Засноване у 1925 році. За радянських часів і до 2016 року село мало назву Червоний Промінь.

## Населення

### Мова
Розподіл населення за рідною мовою за даними перепису 2001 року:
| Мова            | Кількість | Відсоток |
| --------------- | --------- | -------- |
| українська      | 535       | 96.75%   |
| російська       | 17        | 3.07%    |
| інші/не вказали | 1         | 0.18%    |
| Усього          | 553       | 100%     |